# Onamia
Onamia è una città degli Stati Uniti d'America, situata in Minnesota, nella contea di Mille Lacs.